# Erythranthe peregrina
Erythranthe peregrina är en gyckelblomsväxtart som först beskrevs av Vall.-marín, och fick sitt nu gällande namn av Guy L. Nesom. Erythranthe peregrina ingår i släktet Erythranthe och familjen gyckelblomsväxter. Inga underarter finns listade i Catalogue of Life.